# واسیلی اگوروف
واسیلی اگوروف (روسی: Василий Михайлович Егоров؛ زادهٔ ۱۶ سپتامبر ۱۹۹۲) بوکسور اهل روسیه است.